# 野洲郵便局
野洲郵便局（やすゆうびんきょく）は滋賀県野洲市にある郵便局。民営化前の分類では集配普通郵便局であった。

## 概要
住所：〒520-2399 滋賀県野洲市小篠原1102-4
民営化直前の集配業務再編において、多くの集配普通郵便局は統括センターとなったが、当局は配達センターとされたため、民営化後も郵便事業株式会社の支店は併設されず、集配センターが併設された。

## 沿革
- 1898年（明治31年）8月16日 - 小篠原（こしのはら）郵便受取所として開設[1]。
- 1901年（明治34年）6月1日 - 野洲郵便受取所に改称。
- 1905年（明治38年）4月1日 - 野洲郵便局（三等）となる。
- 1967年（昭和42年）6月11日 - 電話交換および和文電報配達業務を、野洲電報電話局に移管[2]。
- 1981年（昭和56年）10月1日 - 特定郵便局から普通郵便局に局種別改定。
- 1999年（平成11年） - 外国通貨の両替および旅行小切手の売買に関する業務取扱を開始。
- 2007年（平成19年）10月1日 - 民営化に伴い、併設された郵便事業草津支店野洲集配センターに一部業務を移管。
- 2012年（平成24年）10月1日 - 日本郵便株式会社発足に伴い、郵便事業草津支店野洲集配センターを野洲郵便局に統合。
- 2016年（平成28年）2月1日 - 中主郵便局から集配業務を移管。
- 2023年（令和5年）8月21日 - 幸津川郵便局から集配業務の一部（野洲市の区域）を移管（これに伴い、郵便番号は「524-02xx」から「520-24xx」に変更）[3][4]。

## 取扱内容
- 郵便、印紙、ゆうパック、内容証明
- 貯金、為替、振替、振込、国際送金、国債、投資信託
- 生命保険、バイク自賠責保険、自動車保険
- ゆうちょ銀行ATM
- 「520-23xx」「520-24xx」区域（野洲市内の全域）の集配業務

## 風景印
- 図柄は重文・御上神社拝殿と三上山遠望。局名表記は「野洲」
- 使用開始日は1981年（昭和56年）10月1日

## 周辺
- 野洲市役所
- 野洲市中央公民館文化ホール
- 滋賀県立野洲高等学校
- 野洲市立野洲小学校
- 野洲病院
- 国道8号
- 野洲川

## アクセス
- JR東海道本線（琵琶湖線） 野洲駅から南へ約700m（徒歩約8分）
- 滋賀バス 野洲病院前停留所下車、野洲市コミュニティバス 野洲病院前停留所または野洲病院東停留所下車
- 名神高速道路 栗東ICから北東へ約6km
- 駐車場あり：15台